# 拉韦兹
拉韦兹（法語：La Vèze，法語發音：[la vɛz]）是法国杜省的一个市镇，属于贝桑松区。

## 地理
拉韦兹（47°12'39"N, 6°4'3"E）面积5.27 平方千米，位于法国勃艮第-弗朗什-孔泰大區杜省，该省份为法国东部内陆省份，北起上索恩省，西接汝拉省，东部及东南部与瑞士接壤，东北部与贝尔福地区省接壤。
与拉韦兹接壤的市镇（或旧市镇、城区）包括：莫尔、索恩、塔尔瑟奈-富什朗、丰坦、莱蒙龙。

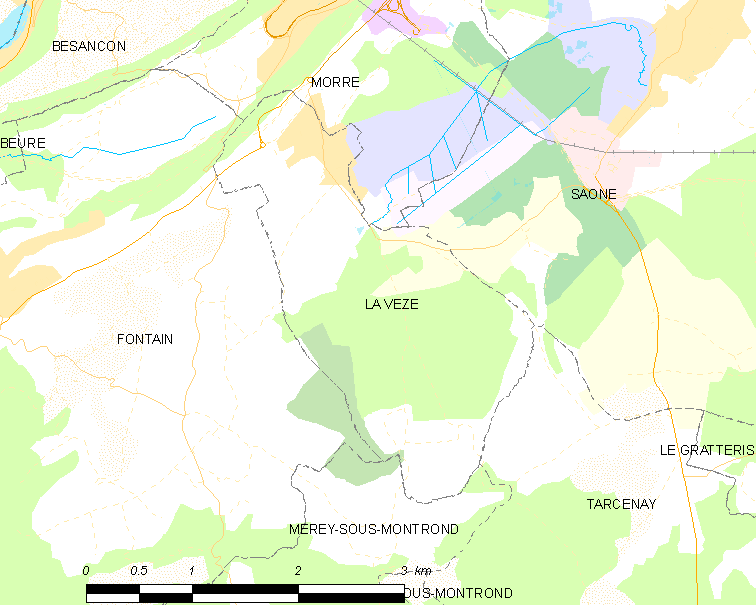
拉韦兹的OSM定位图

拉韦兹的时区为UTC+01:00、UTC+02:00（夏令时）。

## 行政
拉韦兹的邮政编码为25660，INSEE市镇编码为25611。

## 政治
拉韦兹所属的省级选区为贝桑松第五县。

## 人口

1962-2008年间拉韦兹人口变化图示

拉韦兹于2022年1月1日时的人口数量为495人。